# Johannes Baptista von Albertini
Johannes Baptista von Albertini ( 17 de febrero de 1769, Neuwied - 6 de diciembre de 1831, Berthelsdorf, Herrnhut) fue un eclesiástico y un sabio polímata alemán.
Miembro de la Congregación de Hermanos Moravos, estudia en Mesky y en Barby, donde oye a Friedrich Schleiermacher (1768-1834). Cuando Schleiermacher deja la iglesia, Albertini aborda funciones de pedagogo. Fue obispo de 1814 a 1831, y dirige el movimiento de 1824 a 1831.
Fue autor de Conspectus fungorum in Lusatiæ superioris agro Niskiensi crescentium (Leipzig, 1805), además de compilaciones de sermones de 1805 a 1832.
- La abreviatura «Alb.» se emplea para indicar a Johannes Baptista von Albertini como autoridad en la descripción y clasificación científica de los vegetales.[1]

## Fuente
- John Hendley Barnhart (1965). Notas Biográficas sobre Botánicos. G. K. Hall & Co. (Boston).
- M. Hoefer (1855). Nouvelle biographie générale depuis les temps les plus reculés jusqu’à nos jours avec les renseignements bibliographiques et l’indication des sources à consulter, tome I. Firmin Didot frères (Paris).